# Безеда
Безеда (рум. Bezeda) — село в Бричанском районе Молдавии. Наряду с сёлами Богданешты и Гримешты входит в состав коммуны Богданешты.

## География
Село расположено на высоте 151 метр над уровнем моря.

## Население
По данным переписи населения 2004 года, в селе Безеда проживает 560 человек (275 мужчин, 285 женщин).
Этнический состав села:
| Национальность | Число жителей | Процентный состав |
| -------------- | ------------- | ----------------- |
| украинцы       | 435           | 77,68             |
| молдаване      | 96            | 17,14             |
| русские        | 26            | 4,64              |
| румыны         | 1             | 0,18              |
| гагаузы        | 1             | 0,18              |
| прочие         | 1             | 0,18              |
| Всего          | 560           | 100 %             |